# 阿哈福大區
7°00′N 2°27′W / 7.000°N 2.450°W
阿哈福大區（英語：Ahafo Region）是加納的大區，位於該國西南部，首府戈阿索，北面和西面是博諾大區，東毗阿散蒂大區，南鄰西北大區，面積5,193平方公里，2019年人口599,852人。此大區由於2018年12月27日迦納新大區公民投票結果而從布朗-阿哈福大區分出設立。